# Ентоні Доусон (актор)
Ентоні Дуглас Гіллон Доусон (англ. Anthony Douglas Gillon Dawson; 18 жовтня 1916 — 8 січня 1992) — шотландський актор, найвідоміший за ролями другорядних негідників у стрічках «У випадку вбивства набирайте М» (1954) та «Опівнічні мережива» (1960). Ентоні Доусон також відомий роллю професора Дента у першому фільмі про Джеймса Бонда «Доктор Ноу» (1962), та роллю Ернста Ставро Блофельда у наступних стрічках про Бонда — «З Росії з любов'ю» (1963) та «Кульова блискавка» (1965).

## Життя
Доусон народився в Единбурзі, у родині Іди Віолет (Кіттель) та Еріка Френсіса Доусона.

## Кар'єра
Після підготовки ду Королівської академії драматичного мистецтва та служби під час Другої світової війни, Ентоні Доусон дебютував у фільмі «Вони зустрілись у темряві» (1943) . Далі він знявся в таких класичних британських фільмах, як «Шлях до зірок» (1945), «Пікова королева» (1948) та «Дерев'яний кінь» (1950). На початку 1950-х Ентоні Доусон переїхав до США.
Він зіграв у бродвейський п'єсі, а потім знявся у фільмі Альфреда Гічкока «У випадку вбивства набирайте М» (1954).
Після повернення до Великої Британії він зіграв дві важливі ролі у своєї кар'єрі: у «The Curse of the Werewolf» студії Hammer (1961) та у першому фільмі про Джеймса Бонда «Доктор Ноу» (1962)
Протягом кар'єри, Ентоні Доусон часто можна було зустріти у фільмах режисера Теренса Янга, серед яких були «Доктор Ноу» (1962), «Вони не були розділені» (1950), «Долина орлів» (1951), «Любовні пригоди Молль Флендерс» (1965), «Червоне сонце» (1971) та «Інчхон» (1982). Ентоні Доусон також зіграв бондівського архіізлодія Ернста Ставро Блофельда у наступних стрічках про Бонда знятих Янгом — «З Росії з любов'ю» (1963) та «Кульова блискавка» (1965). Особливістю було те, що глядач не бачив обличчя персонажа, а лише бачив, як він погладжував білого кота. Озвучував Блофельда Ерік Польман .
Після першої половини 1960-х Ентоні Доусон отримував все менші й менші ролі, але він продовжував грати до самої смерті.

## Смерть
Ентоні Доусон помер у Сассексі від раку у віці 75 років 8 січня 1992 року.

## Фільмографія
1. 1940: «Тітка Чарлі» / Charley's (Big-Hearted) Aunt — студент (в титрах невказаний)
2. 1943: «Вони зустрілись у темряві» / They Met in the Dark — другий експерт
3. 1945: «Шлях до зірок» The Way to the Stars — Берті Стін
4. 1946: «Остерігайтесь жалості» / Beware of Pity — лейтенант Бланнік
5. 1946: «Школа секретів» / School for Secrets  — Нортон
6. 1949: «Пікова королева» / The Queen of Spades — Федір
7. 1950: «Вони не були розділені» / They Were Not Divided — Майкл
8. 1950: «Дерев'яний кінь» / The Wooden Horse — Порнфрет
9. 1950: «Жінка в питаннях» / The Woman in Question  — Інспектор Вілсон
10. 1951: «Щасливчик Нік Кейн» / I'll Get You for This — Таємний агент
11. 1951: «Довгий темний зал» / The Long Dark Hall" — людина
12. 1951: «Долина орлів» / Valley of Eagles — Свен Ністром
13. 1954: «У випадку вбивства набирайте М» / Dial M for Murder — капітан Лесгейт
14. 1955: «Та Леді» / That Lady (1955) — Дон Ініго
15. 1957: «Година рішення» / Hour of Decision  — Гері Бекс
16. 1957: «Дія Тигра» / Action of the Tiger  — офіцер безпеки
17. 1958: «Привидний душитель» / The Haunted Strangler" — суперінтендант Берк
18. 1959: «Тигрова затока» / Tiger Bay  — Барклай, новий бойфренд Ані
19. 1959: «Наговір» / Libel  — Джеральд Лоддон
20. 1960: «Опівнічні мережива» / Midnight Lace — Рой Еш
21. 1961: «Нестандартний» / Offbeat  — Джеймс Доусон
22. 1961: «Прокляття перевертня» / The Curse of the Werewolf — Маркіз Сіньєстро
23. 1962: «Доктор Ноу» / Dr. No — професор Дент
24. 1962: «Сім морів до Кале» / Seven Seas to Calais — лорд Бьорлей
25. 1963: «З Росії з любов'ю» / From Russia with Love  — Ернст Ставро Блофельд (тільки тіло, у титрах позначений як?)
26. 1964: «Жовтий Ролс-Ройс» / The Yellow Rolls-Royce  — Міккі (uncredited)
27. 1965: «Обмін партнерами» / Change Partners  — Бен Аркрайт
28. 1965: «Любовні пригоди Молль Флендерс» / The Amorous Adventures of Moll Flanders — офіцер
29. 1965: «Кульова блискавка» / Thunderball — Ернст Ставро Блофельд (тільки тіло, в титрах невказаний)
30. 1966: «Смерть верхи на коні» / Death Rides a Horse" (1966) — Берт Каванаг
31. 1966: «Тріпл-крос» / Triple Cross  — майор Стілман
32. 1967: «Ваше повернення до смерті» / Your Turn to Die — доктор Еванс
33. 1967: «Брудні герої» /Dirty Heroes  — американський полковник
34. 1967: «О. К. Коннері» / Operation Kid Brother — Альфа
35. 1967: «Корсар» / The Rover — капітан Вінсент
36. 1967: «Пекло є пустота» / Hell Is Empty — Пол Грант
37. 1968: «Небо, повне зірок, для даху» / A Sky Full of Stars for a Roof — Семюел Пратт
38. 1969: «Битва на Неретві» / Bitka na Neretvi — генерал Мореллі
39. 1970: «Оперція Снафу» / Rosolino Paternò, soldato.. (1970) — італійський генерал
40. 1970: «Глухий кут» / Deadlock (1970) — Ентоні Саншайн
41. 1971: «Червоне сонце» / Red Sun — Хайатт
42. 1972: «Папери Валачі» / The Valachi Papers — федеральний слідчий
43. 1973: «Велика гра» / The Big Game  — Бертон
44. 1973: «Вбивство в Римі» / Massacre in Rome — Вільгельм Гарстер
45. 1981: «Інчхон» / Inchon — генерал Колінз
46. 1984: «Людина загадка» / The Jigsaw Man  — Вікар
47. 1986: «Пірати» / Pirates  — іспанський офіцер
48. 1988: «Гобліни II» / Ghoulies" II  — священник
49. 1988: «Той шо біжить за своїм життям» / Run for Your Life (1988) — полковник Муркрофт
50. 1990: «Гравець» / Spieler — Рой